# Club Esportiu Castelló 2007/08
La temporada 2007/08 suposava la 85a en la història del CE Castelló. Per tercer any consecutiu, va disputar la Segona divisió (anomenada llavors Lliga BBVA). Durant els dotze mesos es van succeir alts i baixos, però finalment l'equip acabà cinquè a la lliga, la millor classificació en les desset darreres temporades.

## Història

### El període fitxatges
Durant el període de fitxatges d'estiu el club va perdre alguns dels seus jugadors durant la passada temporada: Rodri, Natalio i Antonio López. El primer, malgrat ser el capità de l'equip, no va arribar a un acord per renovar el seu contracte davant les bones ofertes rebudes. Finalment el 31 de maig va anunciar la seva marxa i fitxà lliure per l'Hèrcules CF. Durant la primera setmana de juny el Castelló va perdre altres dues peces fonamentals. La bona temporada de Natalio, en la llista de màxims golejadors de Segona divisió, va despertar l'interés de diversos equips de Primera divisió. Finalment el valencià se'n va anar a la UD Almería, un dels equips que guanyaren l'ascens des de la Lliga BBVA. El seu traspàs queda fixat al voltant del mig milió d'euros, la qual cosa significava el més car de tota la història. Per la seva banda el madrileny Antonio López va reviure la seva carrera en el sis mesos que va jugar al Nou Castalia. L'interés per ell es va disparar i el jugador va declarar que tan sols abandonaria Castelló per anar a un equip de Primera divisió. Finalment va fitxar pel Nàstic de Tarragona, que acabava de baixar a la Lliga BBVA, pel que va passar d'heroi a traïdor per a la graderia albinegra.
Ja al juliol van haver més baixes, però de jugadors que no comptaven per al cos tècnic. Castell i Héctor Bosque van obtindre la carta de llibertat. El primer s'havia format al planter albinegra, mentre que l'aragonés va ser l'autor del gol a casa del Zamora en l'anada del play-off d'ascens a Segona divisió en la temporada. Xavi Moré i Raül Jiménez també van marxar lliures, mentre que va tornar Agirretxe a la Reial Societat després de la cessió i David Casablanca es va retirar.
Pel que fa als fitxatges, el primer a arribar va ser el substitut de la primera baixa, el capità Rodri. L'elegit fou el basc Aritz López Garai. Venia de la UD Salamanca, on havia estat titular indiscutible dues temporades. Ja al mes de juliol arribaren tres noves altes. La primera el jove Pedro José Pinazo, conegut futbolísticament com a Perico, procedent del Màlaga CF, el club de tota la seva vida. El migcampista esquerrà era recordat a Castàlia per la visita que va fer amb el Málaga B el 3 de juny de 2006. Jugant-se el Castelló el descens, Perico va llançar el baló fora perquè un rival fos atès en comptes de continuar tot sol un contratac. En segon lloc es presentà a Rafita. Un jugador de banda dreta procedent del RCD Mallorca, encara que havia jugat cedit al Ciudad de Murcia. El mitjapunta Victor Salas va arribar del Poli Ejido encara que comptava amb experiència a la Primera divisió. Havia defensat tres anys la samarreta del primer equip Sevilla FC, eixint de la seva pedrera. Però, ja a l'agost, es va signar la contractació més esperançadora de totes. El veterà davanter argentí Gustavo Reggi va aplegar el mateix dia de la presentació, precisament contra el seu anterior equip: el Llevant UD. Aquest últim, feia oblidar la sensació de què la plantilla havia perdut més que no guanyat.
El 18 de juliol, amb el planter encara per tancar, l'equip comença els entrenaments. Els jugadors de l'Amateur Pol Bueso, Xisco Cladera, Héctor Peña, César Remón, Richi i Víctor Albalat feren la pretemporada juntament amb la primera plantilla. Mentrestant, Manuel Arana era ja considerat jugador de l'equip de la Lliga BBVA. Els primers quatre partits de pretemporada foren contra equips de divisions inferiors (Ontinyent CF, CD Denia, Benidorm CD i CD Onda). Excepte en l'últim, la imatge no va ser gens bona, encara que tan sols el Benidorm pogué derrotar els orelluts en un partit en què els locals acabaren amb nou homes i els albinegres amb vuit.. Tot va canviar en els dos partits a casa front a dos equips de Primera divisió: el Llevant UE i el Reial Múrcia, amb una victòria i un meritori empat. Però al darrer encontre, al Trofeu Ciutat d'Alcoi, es va empatar a un gol i l'equip local guanyà als penals. Les queixes contra la directiva no es van aturar durant tota la pretemporada, en considerar l'afició que no hi havia un planter suficientment bo com per a acomplir la seva promesa del tercer any de mandat: no patir per aconseguir la permanència. El nombre d'abonats va superar els 8.000

### L'inici de la Lliga
El calendari de la Lliga 2007/08 fou molt capritxós amb el Castelló. Els tres equips que la temporada anterior jugaven a la Primera divisió eren els seus primers rivals: la Reial Societat, el Celta de Vigo i el Nàstic. Però el guió fou tot el contrari de l'esperat. La segona jornada el club albinegre era al capdamunt de la classificació juntament amb el Màlaga CF després de dues victòries (0-2 i 2-1). Es van aconseguir els sis punts amb bon joc i amb un paper destacat de tots els fitxatges excepte, irònicament, un Reggi fora de forma.
A la Copa es va abandonar la dinàmica de la temporada anterior. En primer lloc no es va tindre la sort de quedar exempts de la Segona Ronda. El rival va ser l'Albacete Balompié i el partit únic es va jugar al Carlos Belmonte el 5 de setembre. El CE Castelló va eixir amb la majoria de suplents i va perdre merescudament, però, això sí, quan pareixia que tot acabaria en empat.
Tornant a la Lliga, els orelluts van perdre primer al Nou Estadi de Tarragona, mantenint encara les restes del bon joc de les dues primeres jornades i amb polèmica arbitral. Una segona derrota consecutiva enfront del Màlaga CF, aquesta sense cap mena d'excuses. Després d'un inici d'insomni, el Castelló va quedar instal·lat al mig de la taula classificatòria.
Durant les quatre següents jornades els albinegres van romandre invictes, però només guanyaren un partit (2-0 enfront al Cadis CF). Malgrat que el descens era lluny, els errors s'acumulaven i feien volar punts quan ja pareixien que eren a la butxaca. Els problemes s'acumularen quan Xavi Oliva es va lesionar i hagué de debutar Carlos Sánchez en la jornada setena. Llavors el madrileny portava jugats 8 partits de lliga en 4 temporades.

### La fi de l'etapa Moré
Cap al 21 d'octubre l'equip no mostrava millores i va arribar la inevitable derrota. Va ser a El Helmántico per 1-0. Amb aquest partit, a la jornada 9, s'inicia una desastrosa ratxa del de Moré, que perderen cinc partits consecutius com a visitants.
Al Nou Castàlia continuaven sense perdre, però només hi haveren dues victòries en cinc partits. En conseqüència, el Castelló aconseguí la pobre xifra de 9 punts en 10 jornades. El càrrec de Moré entrà en perill quan en dues jornades consecutives com a local (la 12a contra l'Hèrcules CF i la 13a front a l'SD Eibar) el marcador no es va moure durant els 180 minuts. Durant el primer es va guardar un respectuós minut de silenci per la mort de Basilio Nieto, màxim golejador de la història del club, produïda aquella mateixa setmana. En aquest darrer l'únic que va fer callar els xiulets de públic fou el debut del davanter de Betxí Pau Franch. Era clar que la defensa no encaixava massa gols, tan sols 8 en aquests 10 partits. De fet, el porter Carlos Sánchez i els centrals casolans Mora i Dealbert foren probablement els millors de la primera volta. El problema era d'alt, només es van marcar cinc gols en aquestes 10 jornades.
L'últim enfrontament abans de l'aturada nadalenca va ser el 23 de desembre, corresponent a la 18a jornada de Lliga. L'escenari i el rival eren els mateixos que eliminaren els orelluts de la Copa. L'Albacete Balompié marxava aleshores penúltim i el CE Castelló tretzè. No obstant això els albinegres jugaren probablement el pitjor partit de la temporada. Aquesta cinquena derrota consecutiva fora de casa deixava el club a quatre punts. Va ser el darrer partit de Pep Moré com a entrenador albinegre, fent-se oficial la destitució el 27 de desembre, després d'alguns problemes per a localitzar al tècnic mentre passava el Nadal a Valladolid.
Pep Moré marxà deixant una estela d'ambigüitat. Per una banda, un sector de l'afició es va mostrar molt crític amb el preparador català. Entre altres motius, se l'acusava de plantejaments massa defensius i no comptar amb la pedrera. Tan sols Arana, Pau Franch, Pol Bueso (a Elx durant la jornada 16) i Cristian Hernández (front al Xerez CD una setmana després) van debutar en els seus més de dos anys com a entrenador. Però certament és un període anormalment llarg en una banqueta de futbol. Des de la derrota enfront de la UD Salamanca, Moré esdevingué l'entrenador que més partits ha dirigit al club de la Plana en Segona divisió. Finalment el seu rècord quedà fixat en 92 partits. El 29 de desembre el català es va acomiadar del planter i donà la seva darrera roda de premsa al Nou Castàlia.

### La segona volta amb Pepe Murcia
El substitut de Moré fou el preparador cordovès Pepe Murcia. En el seu currículum figura l'estada en la banqueta de l'Atlètic de Madrid la temporada 2005/06, quan era entrenador del filial i Carlos Bianchi fou destituït. Entre d'altres, havia dirigit el Córdoba CF, el Cartagonova i, finalment, el Xerez CD. El mateix 29 de desembre va ser presentat oficialment.
L'arribada de Pepe Murcia va canviar dràsticament la dinàmica de l'equip. Ja en el seu debut el 3 de gener, malgrat no poder guanyar líder, el CD Numancia, en el Nou Castàlia (0-0), la imatge de l'equip millorà sensiblement. Les dues últimes jornades de la primera volta (front a l'Sporting) i el Racing de Ferrol) i les tres primeres (front als tres exprimeres) van acabar amb victòria del Castelló. La situació a la classificació va invertir-se de tal manera que, després de guanyar al Nàstic a la 24a jornada, l'equip albinegre era en llocs d'ascens a Primera. Això sí, amb els partits del diumenge encara per disputar-se. Aquest partit va suposar la tornada d'Antonio López a un Nou Castàlia amb la millor entrada de la temporada (13.000 espectadors malgrat ser un partit televisat) que va xiular-li durant els 45 minuts que disputà.
El canvis de Murcia no van ser tant de sistema i de jugadors com tàctics i psicològics. No es va fer cap incorporació més al mercat d'hivern. Del planter, tan sols Txiki va guanyar en protagonisme, en lloc de Perico, respecte a l'era Moré. Això sí, al camp el bloc pressionava més amunt i s'estirava per tal d'ocupar més, el que es va traduir en un increment golejador sense renunciar a la seguretat al darrere. En qualsevol cas, metamorfosi fou un èxit i l'afició es va vore amb opcions reals d'ascens amb quasi mitja lliga per disputar. Carlos Sánchez (que es mantenia com el porter menys golejat) i Arana van guanyar-se la renovació com uns dels pilars de l'equip.
El Màlaga CF aconseguí fer-li novament tres gols al Castelló frenà l'eufòria temporalment. Al llarg de les següents jornades el Castelló mantingué la imbatibilitat com a local, guanyant la meitat de partits; mentre que com a visitant treia un puntet cada dues visites. És a dir, una mitjana de 5 punts. Malgrat no ser massa elevada, la igualtat de la categoria permetia que fóra suficient per a tindre l'ascens a menys de dues victòries. Mentre el CD Numancia i el Màlaga CF semblaven ja de Primera divisió, la Reial Societat i l'Sporting lluitaven per la tercera plaça d'ascens. Una miqueta més arrere es trobava el grup perseguidor amb l'Elx CF, el Castelló, CD Tenerife i Celta de Vigo.
L'eufòria per una situació tan inesperada va durar mitja volta. Però en la jornada 31, el 21 de març, després d'un empat a zero a casa de l'Alavés, la premsa i l'afició acusaren l'equip de manca d'ambició. El discurs del club continuava mantenint que l'objectiu eren els 50 punts, és a dir, la permanència. La situació va agravar-se que els albinegre no pogueren guanyar ni al Córdoba CF ni a l'Hèrcules CF.
El següent partit, però, es guanya a Eibar de manera èpica per 1-2. Tabares anotà en els instants finals quan els orelluts eren només deu per la rigorosa expulsió de Perico. En quatre jornades el Castelló sumà deu punts. Malgrat això les distàncies amb la tercera plaça s'incrementaren per les quatre victòries de l'Sporting, encara que es reduí amb la segona per la crisi de resultats del Màlaga CF. Les esperances eren poques, però es mantingueren fins a la derrota a Xerez CD en la jornada 38.

### L'Epíleg
El gol d'Antoñito va fer mal tant per com es va desenvolupar el partit com per l'obstinació de la directiva de mantindre el discurs dels 50 punts quan ja era evident que s'aspirava a alguna cosa més.
La jornada següent es va perdre segon partit a casa de tota la temporada front a l'Albacete Balompié (0-2). Després va a haver temps d'unir-se a de l'ascens del CD Numancia en regalar l'empat a Sòria, retardar el de l'Sporting fins a la darrera jornada i ser testimoni dels descens del Racing de Ferrol. Ja abans d'aquest partit, Pepe Murcia va anunciar que no continuaria en el club albinegre, malgrat que havia estat renovat pel Castelló de forma automàtica. Els resultats esportius amb Murcia havien estat excelents, però no tant en altres aspectes. Per això, la directiva de José Laparra va acceptar renunciar a una part de la indemnització que li correspondia pel trencament de contracte per tal d'agilitzar els tràmits. Encara amb un partit per jugar, ja se sabia que la nova destinació de l'entrenador andalús era el Celta de Vigo.
Durant aquests partits tingueren minuts alguns jugadors poc rodats al llarg la temporada com ara Zamora o Nakor, mentre que Aaron va debutar a la divisió de plata. Per contra, Oberman patí l'ostracisme. Juntament amb el meta madrileny, els centrals Mora i Dealbert, el migcentre López Garai i l'interior Arana foren els més destacats al llarg de tota la temporada. Tabares fou el màxim golejador amb 9 dianes. Finalment el Castelló aconseguí els dos darrers objectius que li restaven en els últims partits: acabar en cinquè lloc i coronar a Carlos Sánchez amb el Trofeu Zamora de Segona divisió.

## Plantilla

### Jugadors
| Núm. | Pos. |                     | Jugador            | Procedència       | Temporada |
| ---- | ---- | ------------------- | ------------------ | ----------------- | --------- |
| 1    | POR  | Catalunya           | Xavi Oliva         | Nàstic            | 2002/03   |
| 3    | DEF  | Comunitat de Madrid | Baigorri           | Alacant CF (c)    | 2006/07   |
| 5    | DEF  | País Valencià       | Àngel Dealbert (C) | Castelló B        | 2002/03   |
| 6    | MIG  | País Basc           | López Garai        | UD Salamanca      | 2007/08   |
| 7    | MIG  | Andalusia           | Arana              | Castelló B        | 2007/08   |
| 8    | MIG  | Argentina           | Dani Pendín        | Xerez CD          | 2006/07   |
| 9    | DAV  | Argentina           | Tabares            | A Sarandí         | 2005/06   |
| 10   | MIG  | Andalusia           | Perico             | CD Málaga         | 2006/07   |
| 11   | MIG  | País Basc           | Txiki              | Córdoba CF        | 2006/07   |
| 12   | MIG  | Argentina           | Gustavo Oberman    | Argentinos Jrs    | 2006/07   |
| 14   | MIG  | Andalusia           | Víctor Salas       | Poli Ejido        | 2007/08   |
| 15   | MIG  | País Basc           | Ibon Gutiérrez     | Athletic/Numancia | 2006/07   |
| 16   | DEF  | Regió de Múrcia     | Zamora             | Girona FC         | 2005/06   |
| 17   | DEF  | Andalusia           | Aurelio            | Xerez             | 2005/06   |

| No. | Posició |                     | Jugador         | Procedència       | Temporada |
| --- | ------- | ------------------- | --------------- | ----------------- | --------- |
| 18  | DAV     | Catalunya           | Nakor           | Lleida            | 2006/07   |
| 19  | MIG     | Illes Balears       | Rafita          | Mallorca/C Murcia | 2007/08   |
| 20  | DEF     | País Valencià       | Mora            | Barcelona B       | 2005/06   |
| 21  | DAV     | Argentina           | Gustavo Reggi   | Llevant UD        | 2005/06   |
| 22  | DEF     | Comunitat de Madrid | Pedro Hernández | C Murcia          | 2005/06   |
| 23  | MIG     | Andalusia           | Mario Rosas     | Girona FC         | 2005/06   |
| 25  | POR     | Comunitat de Madrid | Carlos Sánchez  | UD Almería        | 2006/07   |
| 26  | DEF     | País Valencià       | Pol Bueso       | Castelló B        | 2007/08   |
| 27  | MIG     | País Valencià       | Richi           | Castelló B        | 2007/08   |
| 28  | DAV     | País Valencià       | Pau Franch      | Castelló B        | 2007/08   |
| 30  | POR     | País Valencià       | Ruben Trilles   | Castelló B        | 2007/08   |
| 32  | MIG     | Catalunya           | Cristian        | Castelló B        | 2007/08   |
| 36  | MIG     | País Valencià       | Aaron           | Castelló B        | 2007/08   |

#### Altes
| Núm. | Posició |           | Jugador       | Procedència                                          | Preu | Mercat |
| ---- | ------- | --------- | ------------- | ---------------------------------------------------- | ---- | ------ |
| 6    | MIG     | Euskadi   | López Garai   | UD Salamanca                                         | 0 €  | Estiu  |
| 10   | MIG     | Andalusia | Perico        | Málaga CF                                            | 0 €  | Estiu  |
| 14   | MIG     | Andalusia | Víctor Salas  | Poli Ejido                                           | 0 €  | Estiu  |
| 19   | MIG     | Balears   | Rafita        | RCD Mallorca (propietari) / Ciutat de Murcia (cedit) | 0 €  | Estiu  |
| 21   | DAV     | Argentina | Gustavo Reggi | Llevant UD                                           | 0 €  | Estiu  |

#### Baixes
| Núm. | Posició |           | Jugador          | Destinació          | Preu      | Mercat |
| ---- | ------- | --------- | ---------------- | ------------------- | --------- | ------ |
| 2    | MIG     | Madrid    | Antonio López    | Nàstic de Tarragona | 0 €       | Estiu  |
| 3    | DEF     | Catalunya | David Casablanca | Retirat             |           | Estiu  |
| 4    | MIG     | València  | Rodri            | Hèrcules CF         | 0 €       | Estiu  |
| 7    | MIG     | Aragó     | Héctor Bosque    | CD Málaga           | 0 €       | Estiu  |
| 8    | MIG     | València  | Castell          | Benidorm CD         | 0 €       | Estiu  |
| 10   | DAV     | Euskadi   | Agirretxe        | Reial Societat      | Fi Cessió | Estiu  |
| 11   | MIG     | Catalunya | Xavi Moré        | Pontevedra CF       | 0 €       | Estiu  |
| 13   | POR     | Catalunya | Raúl Jiménez     | Vila Joiosa CF      | 0 €       | Estiu  |
| 19   | DAV     | València  | Natalio          | UD Almería          | 500.000 € | Estiu  |

### Estadístiques
| \| Pos. \| Jugador \| Lliga \| Lliga \| Lliga \| Lliga \| Lliga \| Lliga \| Copa \| Copa \| Copa \| Copa \| Copa \| Copa \| \| Pos. \| Jugador \| PJ \| PT \| Min \| G \| TG \| TR \| PJ \| PT \| Min \| G \| TG \| TR \| \| ---- \| -------------- \| ----- \| ----- \| ----- \| ----- \| ----- \| ----- \| ---- \| ---- \| ---- \| ---- \| ---- \| ---- \| \| POR \| Carlos Sánchez \| 33 \| 33 \| 2970 \| -27 \| 2 \| 0 \| 0 \| 0 \| 0 \| 0 \| 0 \| 0 \| \| POR \| Xavi Oliva \| 9 \| 9 \| 810 \| -10 \| 0 \| 0 \| 1 \| 1 \| 90 \| -1 \| 0 \| 0 \| \| POR \| Rubén Trilles \| 0 \| 0 \| 0 \| 0 \| 0 \| 0 \| 0 \| 0 \| 0 \| 0 \| 0 \| 0 \| \| DEF \| Àngel Dealbert \| 37 \| 36 \| 3293 \| 0 \| 7 \| 0 \| 1 \| 1 \| 90 \| 0 \| 0 \| 0 \| \| DEF \| Pepe Mora \| 30 \| 29 \| 2410 \| 1 \| 6 \| 2 \| 0 \| 0 \| 0 \| 0 \| 0 \| 0 \| \| DEF \| Baigorri \| 26 \| 26 \| 2274 \| 1 \| 6 \| 1 \| 1 \| 1 \| 46 \| 0 \| 0 \| 0 \| \| DEF \| Pedro \| 25 \| 25 \| 2249 \| 0 \| 12 \| 1 \| 0 \| 0 \| 0 \| 0 \| 0 \| 0 \| \| DEF \| Aurelio \| 26 \| 24 \| 2241 \| 2 \| 11 \| 1 \| 1 \| 0 \| 45 \| 0 \| 0 \| 0 \| \| DEF \| Zamora \| 9 \| 5 \| 478 \| 0 \| 4 \| 1 \| 1 \| 1 \| 90 \| 0 \| 0 \| 0 \| \| DEF \| Pol Bueso \| 3 \| 3 \| 270 \| 0 \| 2 \| 0 \| 1 \| 1 \| 90 \| 0 \| 0 \| 0 \| \| MIG \| López Garai \| 38 \| 38 \| 3381 \| 4 \| 11 \| 0 \| 0 \| 0 \| 0 \| 0 \| 0 \| 0 \| \| MIG \| Mario Rosas \| 35 \| 35 \| 2864 \| 3 \| 11 \| 1 \| 0 \| 0 \| 0 \| 0 \| 0 \| 0 \| \| MIG \| Perico \| 32 \| 26 \| 2286 \| 5 \| 6 \| 0 \| 0 \| 0 \| 0 \| 0 \| 0 \| 0 \| \| MIG \| Rafita \| 30 \| 26 \| 2353 \| 1 \| 9 \| 0 \| 1 \| 0 \| 13 \| 0 \| 0 \| 0 \| \| MIG \| Oberman \| 37 \| 26 \| 2218 \| 4 \| 3 \| 1 \| 1 \| 1 \| 77 \| 0 \| 0 \| 0 \| \| MIG \| Arana \| 27 \| 25 \| 2098 \| 6 \| 5 \| 0 \| 0 \| 0 \| 0 \| 0 \| 0 \| 0 \| \| MIG \| Víctor Salas \| 32 \| 22 \| 1833 \| 1 \| 4 \| 0 \| 0 \| 1 \| 0 \| 25 \| 0 \| 0 \| \| MIG \| Txiki \| 27 \| 16 \| 1401 \| 0 \| 1 \| 0 \| 1 \| 1 \| 90 \| 0 \| 0 \| 0 \| \| MIG \| Dani Pendín \| 22 \| 4 \| 544 \| 0 \| 4 \| 0 \| 1 \| 1 \| 90 \| 0 \| 1 \| 0 \| \| MIG \| Ibon Gutiérrez \| 11 \| 4 \| 469 \| 0 \| 2 \| 0 \| 1 \| 1 \| 90 \| 0 \| 1 \| 0 \| \| MIG \| Cristian \| 0 \| 1 \| 11 \| 0 \| 0 \| 0 \| 0 \| 0 \| 0 \| 0 \| 0 \| 0 \| \| MIG \| Aaron \| 0 \| 2 \| 10 \| 0 \| 0 \| 0 \| 0 \| 0 \| 0 \| 0 \| 0 \| 0 \| \| MIG \| Richi \| 0 \| 0 \| 0 \| 0 \| 0 \| 0 \| 0 \| 0 \| 0 \| 0 \| 0 \| 0 \| \| DAV \| Tabares \| 35 \| 31 \| 2671 \| 9 \| 10 \| 0 \| 0 \| 0 \| 0 \| 0 \| 0 \| 0 \| \| DAV \| Gustavo Reggi \| 26 \| 4 \| 685 \| 2 \| 5 \| 0 \| 1 \| 1 \| 65 \| 0 \| 0 \| 0 \| \| DAV \| Nakor \| 16 \| 4 \| 485 \| 2 \| 1 \| 0 \| 1 \| 1 \| 90 \| 0 \| 0 \| 0 \| \| DAV \| Pau Franch \| 6 \| 2 \| 305 \| 1 \| 1 \| 0 \| 0 \| 0 \| 0 \| 0 \| 0 \| 0 \| S'inclouen tots els jugadors amb fitxa del planter convocats per a algun partit del primer equip, encara que no arribaren a jugar. Llegenda: PJ=Partits jugats; PT=Partits titular; Min=Minuts; G=Gols; TG=Targetes grogues; TR=Targetes roges | Carlos Sánchez Pedro / Rafita Dealbert Mora / Aurelio Baigorri / Aurelio Arana / Rafita López Garai Mario Rosas Perico Oberman Tabares Disposició tàctica dels jugadors que més minuts disputaren al llarg de la temporada. |       |       |       |       |       |       |      |      |      |      |      |      |
| Pos. | Jugador | Lliga | Lliga | Lliga | Lliga | Lliga | Lliga | Copa | Copa | Copa | Copa | Copa | Copa |
| Pos. | Jugador | PJ    | PT    | Min   | G     | TG    | TR    | PJ   | PT   | Min  | G    | TG   | TR   |
| POR | Carlos Sánchez | 33    | 33    | 2970  | -27   | 2     | 0     | 0    | 0    | 0    | 0    | 0    | 0    |
| POR | Xavi Oliva | 9     | 9     | 810   | -10   | 0     | 0     | 1    | 1    | 90   | -1   | 0    | 0    |
| POR | Rubén Trilles | 0     | 0     | 0     | 0     | 0     | 0     | 0    | 0    | 0    | 0    | 0    | 0    |
| DEF | Àngel Dealbert | 37    | 36    | 3293  | 0     | 7     | 0     | 1    | 1    | 90   | 0    | 0    | 0    |
| DEF | Pepe Mora | 30    | 29    | 2410  | 1     | 6     | 2     | 0    | 0    | 0    | 0    | 0    | 0    |
| DEF | Baigorri | 26    | 26    | 2274  | 1     | 6     | 1     | 1    | 1    | 46   | 0    | 0    | 0    |
| DEF | Pedro | 25    | 25    | 2249  | 0     | 12    | 1     | 0    | 0    | 0    | 0    | 0    | 0    |
| DEF | Aurelio | 26    | 24    | 2241  | 2     | 11    | 1     | 1    | 0    | 45   | 0    | 0    | 0    |
| DEF | Zamora | 9     | 5     | 478   | 0     | 4     | 1     | 1    | 1    | 90   | 0    | 0    | 0    |
| DEF | Pol Bueso | 3     | 3     | 270   | 0     | 2     | 0     | 1    | 1    | 90   | 0    | 0    | 0    |
| MIG | López Garai | 38    | 38    | 3381  | 4     | 11    | 0     | 0    | 0    | 0    | 0    | 0    | 0    |
| MIG | Mario Rosas | 35    | 35    | 2864  | 3     | 11    | 1     | 0    | 0    | 0    | 0    | 0    | 0    |
| MIG | Perico | 32    | 26    | 2286  | 5     | 6     | 0     | 0    | 0    | 0    | 0    | 0    | 0    |
| MIG | Rafita | 30    | 26    | 2353  | 1     | 9     | 0     | 1    | 0    | 13   | 0    | 0    | 0    |
| MIG | Oberman | 37    | 26    | 2218  | 4     | 3     | 1     | 1    | 1    | 77   | 0    | 0    | 0    |
| MIG | Arana | 27    | 25    | 2098  | 6     | 5     | 0     | 0    | 0    | 0    | 0    | 0    | 0    |
| MIG | Víctor Salas | 32    | 22    | 1833  | 1     | 4     | 0     | 0    | 1    | 0    | 25   | 0    | 0    |
| MIG | Txiki | 27    | 16    | 1401  | 0     | 1     | 0     | 1    | 1    | 90   | 0    | 0    | 0    |
| MIG | Dani Pendín | 22    | 4     | 544   | 0     | 4     | 0     | 1    | 1    | 90   | 0    | 1    | 0    |
| MIG | Ibon Gutiérrez | 11    | 4     | 469   | 0     | 2     | 0     | 1    | 1    | 90   | 0    | 1    | 0    |
| MIG | Cristian | 0     | 1     | 11    | 0     | 0     | 0     | 0    | 0    | 0    | 0    | 0    | 0    |
| MIG | Aaron | 0     | 2     | 10    | 0     | 0     | 0     | 0    | 0    | 0    | 0    | 0    | 0    |
| MIG | Richi | 0     | 0     | 0     | 0     | 0     | 0     | 0    | 0    | 0    | 0    | 0    | 0    |
| DAV | Tabares | 35    | 31    | 2671  | 9     | 10    | 0     | 0    | 0    | 0    | 0    | 0    | 0    |
| DAV | Gustavo Reggi | 26    | 4     | 685   | 2     | 5     | 0     | 1    | 1    | 65   | 0    | 0    | 0    |
| DAV | Nakor | 16    | 4     | 485   | 2     | 1     | 0     | 1    | 1    | 90   | 0    | 0    | 0    |
| DAV | Pau Franch | 6     | 2     | 305   | 1     | 1     | 0     | 0    | 0    | 0    | 0    | 0    | 0    |

### Cos tècnic
- Entrenador: Pep Moré (fins als 28 de desembre de 2007) i Pepe Mucia (des del 28 de desembre de 2007).
- Segon entrenador: Emili Isiarte
- Entredador del filial: David Caneda (fins al 13 d'agost de 2007) i Pedro Fernández Cuesta (des del 22 d'agost de 2007).[43]
- Preparador físic: Jorge Simó i Julio Ortega (des del 28 de desembre de 2007)
- Metge: Luís Tàrrega i Joaquín Mas (des del 16 de gener de 2008
- Fisioterapèuta: Raül Larios i Pablo Granell (fins al 16 de desembre de 2007).

## Partits

### Pretemporada
| Data              | Rival        | Estadi        | Resultat | Golejadors                               |
| ----------------- | ------------ | ------------- | -------- | ---------------------------------------- |
| 23 de juliol 2007 | Ontinyent CF | El Morer      | 0 – 0    |                                          |
| 28 de juliol 2007 | CD Denia     | El Morer      | 0 – 1    | Nakor 80'                                |
| 3 d'agost 2007    | Benidorm CD  | Foietes       | 3 – 2    | Víctor Salas 31' (p), Arana 85'          |
| 7 d'agost 2007    | CD Onda      | La Serratella | 0 – 4    | Tabares 40', Txiki 75' i 80', Perico 77' |
| 11 d'agost 2007   | Llevant UE   | Nou Castàlia  | 2 – 1    | López Garai 38', Víctor Salas 72'        |
| 15 d'agost 2007   | Reial Múrcia | Nou Castàlia  | 0 – 0    |                                          |
| 19 d'agost 2007   | CE Alcoià    | El Collado    | 1 – 1    | Aurelio 66'                              |

### Copa
| Ronda        | Data               | Rival             | Estadi          | Resultat | Golejadors |
| ------------ | ------------------ | ----------------- | --------------- | -------- | ---------- |
| Segona Ronda | 5 de setembre 2007 | Albacete Balompié | Carlos Belmonte | 1 – 0    |            |

### Lliga
| Jornada | Data                | Rival             | Estadi                    | Resultat                                    | Golejadors                        | Posició |
| ------- | ------------------- | ----------------- | ------------------------- | ------------------------------------------- | --------------------------------- | ------- |
| 1       | 26 d'agost 2007     | Reial Societat    | Anoeta                    | 0 – 2                                       | Arana 28', Tabares 56'            | 6è      |
| 2       | 1 de setembre 2007  | Celta de Vigo     | Nou Castàlia              | 2 – 1                                       | Arana 72', Ibon Gutiérrez 88'     | 2n      |
| 3       | 8 de setembre 2007  | Nàstic            | Nou Estadi                | 1 – 0                                       |                                   | 7è      |
| 4       | 16 de setembre 2007 | Màlaga CF         | Nou Castàlia              | 2 – 3                                       | Nakor 80', Reggi 89'              | 10è     |
| 5       | 22 de setembre 2007 | Sevilla Atlético  | Sánchez Pizjuán           | 2 – 2                                       | Perico 5', Baigorri 10'           | 10è     |
| 6       | 29 de setembre 2007 | Cadis CF          | Nou Castàlia              | 2 – 0                                       | Oberman 33', Perico 61'           | 7è      |
| 7       | 6 d'octubre 2007    | Granada 74        | Escribano Castilla        | 1 – 1                                       | Tabares 83'                       | 7è      |
| 8       | 14 d'octubre 2007   | CD Tenerife       | Nou Castàlia              | 1 – 1                                       | Mario Rosas 50' (p)               | 9è      |
| 9       | 21 d'octubre 2007   | UD Salamanca      | El Helmántico             | 1 – 0                                       |                                   | 12è     |
| 10      | 28 d'octubre 2007   | Alavés            | Nou Castàlia              | 2 – 0                                       | Perico 16', Rafita 23'            | 6è      |
| 11      | 4 de novembre 2007  | Córdoba CF        | Nuevo Arcángel            | 2 – 1                                       | Perico 53'                        | 10è     |
| 12      | 10 de novembre 2007 | Hèrcules CF       | Nou Castàlia              | 0 – 0                                       |                                   | 11è     |
| 13      | 18 de novembre 2007 | SD Eibar          | Nou Castàlia              | 0 – 0                                       |                                   | 12è     |
| 14      | 25 de novembre 2007 | Poli Ejido        | Santo Domingo             | 1 – 0                                       |                                   | 15è     |
| 15      | 2 de desembre 2007  | UD Las Palmas     | Nou Castàlia              | 1 – 1                                       | Mora 9'                           | 15è     |
| 16      | 8 de desembre 2007  | Elx CF            | Martínez Valero           | 1 – 0                                       |                                   | 17è     |
| 17      | 16 de desembre 2007 | Xerez CD          | Nou Castàlia              | 1 – 0                                       | Arana 50'                         | 13è     |
| 18      | 23 de desembre 2007 | Albacete Balompié | Carlos Belmonte           | 2 – 0                                       |                                   | 15è     |
| 19      | 5 de gener 2008     | CD Numancia       | Nou Castàlia              | 0 – 0                                       |                                   | 16è     |
| 20      | 13 de gener 2008    | Sporting          | El Molinón                | 0 – 2                                       | Arana 39', López Garai 64'        | 15è     |
| 21      | 20 de gener 2008    | Ferrol            | Nou Castàlia              | 1 – 0                                       | Mario Rosas 11' (p)               | 13è     |
| 22      | 27 de gener 2008    | Reial Societat    | Nou Castàlia              | 1 – 0                                       | Oberman 51'                       | 9è      |
| 23      | 2 de febrer 2008    | Celta de Vigo     | Balaídos                  | 1 – 2                                       | Tabares 8', Oberman 56'           | 8è      |
| 24      | 9 de febrer 2008    | Nàstic            | Nou Castàlia              | 3 – 1                                       | López Garai 6', Tabares 55' i 75' | 5è      |
| 25      | 17 de febrer 2008   | Màlaga CF         | La Rosaleda               | 3 – 1                                       | Mario Rosas 51' (p)               | 8è      |
| 26      | 23 de febrer 2008   | Sevilla Atlético  | Nou Castàlia              | 0 – 0                                       |                                   | 7è      |
| 27      | 2 de març 2008      | Cadis CF          | Ramón de Carranza         | 1 – 1                                       | Oberman 49'                       | 7è      |
| 28      | 9 de març 2008      | Granada 74        | Nou Castàlia              | 2 – 1                                       | Tabares 22', Reggi 77'            | 7è      |
| 29      | 16 de març 2008     | CD Tenerife       | Heliodoro Rodríguez López | 2 – 1                                       | Aurelio 83'                       | 8è      |
| 30      | 23 de març 2008     | UD Salamanca      | Nou Castàlia              | 1 – 0                                       | Arana 68'                         | 6è      |
| 31      | 29 de març 2008     | Alavés            | Mendizorroza              | 0 – 0                                       |                                   | 6è      |
| 32      | 6 d'abril 2008      | Córdoba CF        | Nou Castàlia              | 1 – 1                                       | Tabares 17' (p)                   | 6è      |
| 33      | 12 d'abril 2008     | Hèrcules CF       | Rico Pérez                | 1 – 0                                       |                                   | 7è      |
| 34      | 20 d'abril 2008     | SD Eibar          | Ipurua                    | 1 – 2                                       | Perico 3', Tabares 83'            | 5è      |
| 35      | 27 d'abril 2008     | Poli Ejido        | Nou Castàlia              | 1 – 0 Arxivat 2008-05-06 a Wayback Machine. | López Garai 67'                   | 5è      |
| 36      | 3 de maig 2008      | UD Las Palmas     | Gran Canaria              | 1 – 1 Arxivat 2008-05-06 a Wayback Machine. | Tabares 54'                       | 5è      |
| 37      | 10 de maig 2008     | Elx CF            | Nou Castàlia              | 1 – 0                                       | López Garai 48'                   | 5è      |
| 38      | 17 de maig 2008     | Xerez CD          | Chapín                    | 2 – 1 Arxivat 2008-05-23 a Wayback Machine. | Arana 33'                         | 5è      |
| 39      | 24 de maig 2008     | Albacete Balompié | Nou Castàlia              | 0 – 2                                       |                                   | 5è      |
| 40      | 1 de juny 2008      | CD Numancia       | Los Pajaritos             | 2 – 2                                       | Pau Franch 12', Víctor Salas 39'  | 5è      |
| 41      | 8 de juny 2008      | Sporting          | Nou Castàlia              | 1 – 0                                       | Nakor 60'                         | 5è      |
| 42      | 15 de juny 2008     | Ferrol            | A Malata                  | 1 – 0                                       |                                   | 5è      |